# Broncoscopía flexible diagnóstica

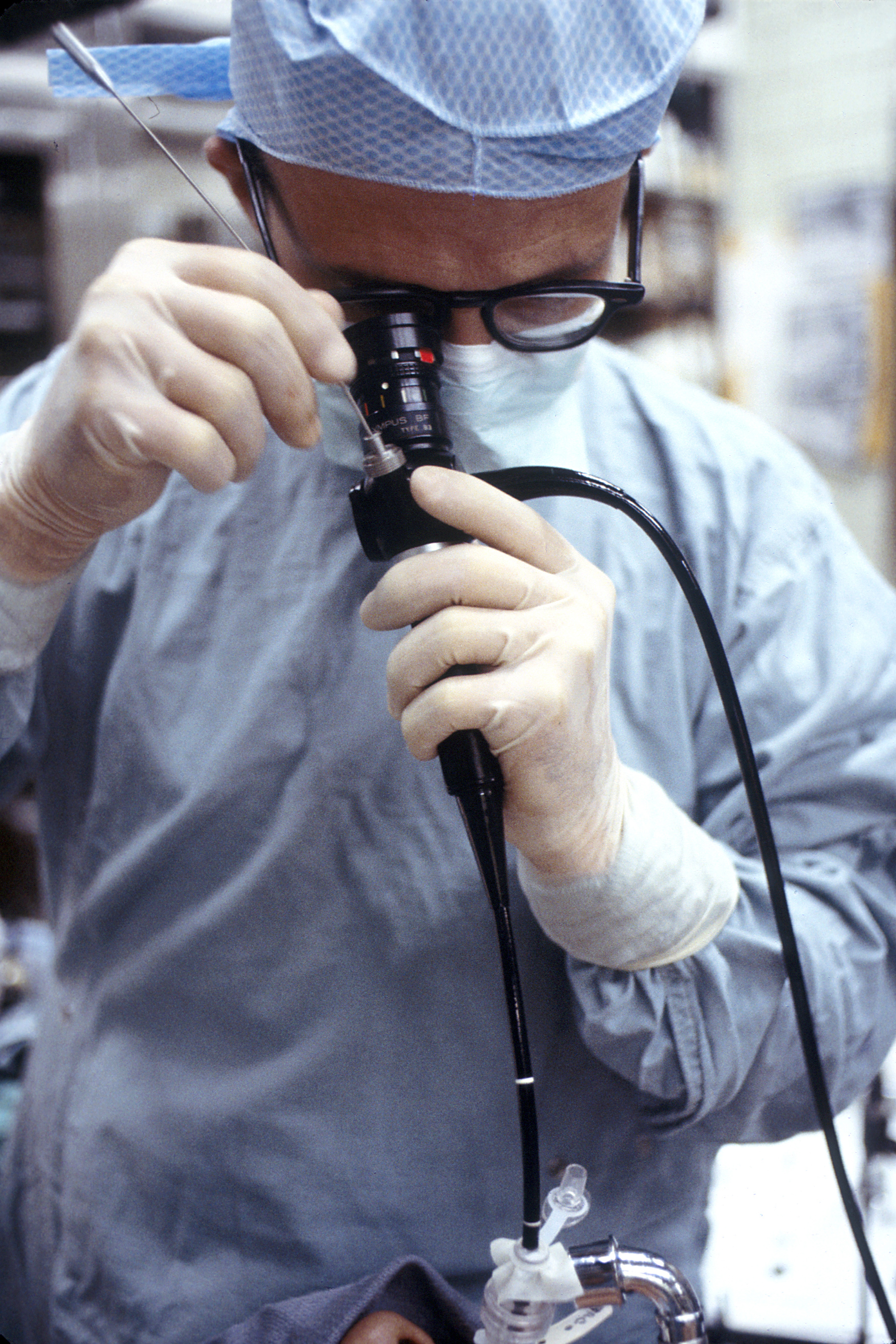
Una broncoscopia.

Una broncoscopia flexible diagnóstica es un tipo de broncoscopia que permite la inspección de las vías aéreas en pocos minutos sin la necesidad de intubación o de anestesia general utilizando un fibrobroncoscopio. El primer broncoscopio flexible fue introducido por el médico-ingeniero Shigeto Ikeda (1925-2001) en 1968 como variación óptica del existente broncoscopio rígido del laringólogo alemán Gustav Killian (1860-1921) en 1897.

## Principio
La broncoscopía flexible consiste en utilizar un aparato flexible de manera tubular, en cuyo extremo existe una cámara microscópica de aproximadamente 2 mm y haces de fibra óptica para llevar la luz de una fuente en el extremo distal a través de un sistema de lentes. Conectado del lado del operador, se encuentra un procesador de imagen o un visor en el cual se proyecta la imagen que está distalmente en la cámara. De esta manera se puede introducir este aparato y lo que está justo al frente de la punta del dispositivo es lo que se observa a través de la pantalla al ojo humano y lo que se capta, de acuerdo a la resolución y a la calidad de los equipos, así se puede llevar a una conclusión diagnóstica: a mayor calidad del equipo, mayor calidad de imagen.

## Técnica
Esto trae una consecuencia importante sobre la visón que tiene el endoscopista de la vía aérea generalmente se hace una inspección de la nariz, la boca, para decidir el sitio por donde se va a introducir el aparato, una vez que se escogió la vía de abordaje al paciente se le anestesia con un anestésico local, generalmente lidocaína al 10%, se le instruye sobre las maniobras y usualmente se utiliza sedación liviana para que el procedimiento sea mejor tolerado, se inspecciona las cuerdas vocales, la laringe, la tráquea, los bronquios principales y los diferentes segmentos. Si el endoscopista tiene una visión de alguna lesión importante de la cual debería de tomar alguna biopsia se toma o se podría tener también dispositivos diagnósticos como cepillados o lavados bronquiales para hacer citologías.

## Usos prácticos
La broncoscopía por fibra óptica usando equipo flexible ha tenido por más de 30 años un avance para el diagnóstico rutinario y, a veces el tratamiento de una gran variedad de patologías broncopulmonares:
- Cáncer (broncogénico o metastático).
- Tuberculosis.
- Bronquiectasias.
- Infecciones pulmonares, incluyendo la recolección de muestras para el laboratorio (citología del lavado bronquial, cultivo microbiológico, etc.).[5]

|             | Rígido        | Flexible                                                                             |
| ----------- | ------------- | ------------------------------------------------------------------------------------ |
| Inserción   | Oral          | Nasal, tubo endotraqueal, máscara laríngea, traqueostomía, oral, broncoscopio rígido |
| Ventilación | Asistida      | Espontánea, asistida                                                                 |
| Anestesia   | General       | Sedación profunda                                                                    |
| Visión      | +++ (Hopkins) | +                                                                                    |
| Alcance     | +             | +++                                                                                  |
| Accesorios  | +++           | +                                                                                    |

## Contraindicaciones
La relación riesgo:beneficio deben ser considerados en todos los casos de broncoscopía flexible, en espeical atención en casos de (entre otros):
- Hipoxemia antes o durante el procedimiento.
- Anquilosis severa de la columna.
- Inestabilidad hemodinamica y shock.
- Restricción de la articulación temporomandibluar como en eventos traumáticos.
- Cuello inestable.
- Ciertas arritmias cardíacas o inestabilidad cardiopulmonar.
- Trastornos de la coagulación.